# العمة/الخالة

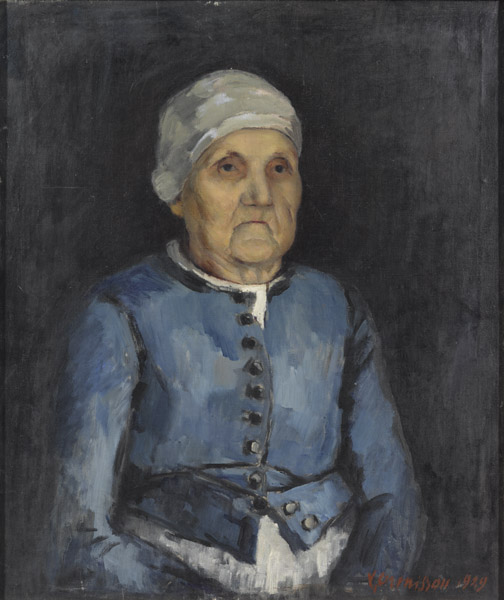
رسمة امرأة

العمة/الخالة هي أخت أو أخت زوج أو زوجة أحد الوالدين.
والعمة أو الخالة الكبرى هي أخت أو أخت زوج أو زوجة الجد.
والمعادل الذكري للعمة أو الخالة هو العم أو الخال، والعلاقة المتبادلة هي ابن الأخ أو ابن الأخت أو ابنة الأخ أو ابنة الأخت. تكون "العمة/الخالة" كلمة تشريفية يتم منحها لأحد الأفراد ذوي القرابة الوهمية.